# سبرينغفال (مقاطعة فوند دو لاك)
سبرينغفال، مقاطعة فوند دو لاك (بالإنجليزية: Springvale, Fond du Lac County, Wisconsin)‏ هي بلدة تقع في مقاطعة فوند دو لاك بولاية ويسكونسن في الولايات المتحدة. تبلغ مساحتها 93.2 (كم²)، وترتفع عن سطح البحر 291 م، بلغ عدد سكانها 727 نسمة في عام 2000 حسب إحصاء مكتب تعداد الولايات المتحدة وتصل الكثافة السكانية فيها 7.8 نسمة/كم2.

## وصلات خارجية
- The US50 - Cities and Towns in Wisconsin State
- Wisconsin Cities and Towns, Facts, Map, Flag, Colleges, Government, and More